# Jean Mossoux
Jean Mossoux est un ancien handballeur belge né le 28 septembre 1928 et mort le 20 octobre 1982. Il évolua au poste de Arrière à l'Olympic Club Flémallois. Il porta le numéro 4. 
Il fut un des piliers de son équipe, et possède plusieurs titres pour le prouver.

## Biographie

### Carrière avec l'OC Flémallois
Jean Mossoux est né le 28 septembre 1928, il commença le handball à l'âge de 21 ans avec l'équipe du Olympic Club Flémallois en 1949, alors que le pays ne possédait pas encore de compétition officielle.
En 1958 lorsque la fédération fut créée, l'Olympic Club Flémallois est le club de référence en Belgique. Il domine tout de suite les compétitions nationales et c'est Jean Mossoux le fier capitaine de cette équipe qui fait partie des pionniers du handball belge.
Avec elle, il remporta 9 fois le championnat de Belgique, et 3 fois la Coupe de Belgique. Il participa à plusieurs reprises à la Coupe des clubs champion.
Il fut un de piliers de son équipe, divers sélection en équipe nationale et pas moins de six élections de meilleur handballeur de l'année le prouve.
Il est le joueur belge qui fut le plus de fois récompensé.

### Entraîneur
Après sa carrière, Jean Mossoux fut entraineur, il s'occupa essentiellement des équipes de jeunes.

### Décès
Jean Mossoux décéda tragiquement le 20 octobre 1982 à l'âge de 54 ans, lors d'une chute mortelle dans une carrière de Flémalle, alors qu'il effectuait son travail de pompier en tentant de secourir des imprudents.

## Mémorial
En 2013, le comité du Racing Olympic Club Flémalle décide de créer un tournoi féminin en hommage aux deux grands joueurs décédés prématurément de l'ancien ROC Flémalle, Jean Mossoux et Richard Lespagnard.
Le tournoi se nomme alors "Mémorial Lespagnard-Mossoux"
.

## Palmarès

### Palmarès par Club
- champion de Belgique (9)[1].
- Coupe de Belgique (3)[1].

### Distinctions
- 6 fois élu meilleur handballeur de l'année par l'URBH[1].
- 1 Médaille d'argent du Mérite sportif national